# Moody, Texas
Moody är en ort i McLennan County i Texas. Vid 2020 års folkräkning hade Moody 1 376 invånare.